# Saint-Ouen-Marchefroy
Saint-Ouen-Marchefroy település Franciaországban, Eure-et-Loir megyében. Lakosainak száma 293 fő (2022. január 1.). Saint-Ouen-Marchefroy Le Mesnil-Simon, Tilly, Berchères-sur-Vesgre, Rouvres és Oulins községekkel határos.

## Népesség
A település népessége az elmúlt években az alábbi módon változott:
| Lakosok száma | 198  | 193  | 311  | 327  | 302  | 292  | 295  | 296  | 296  | 293  |
|               | 1968 | 1982 | 1990 | 2006 | 2013 | 2015 | 2017 | 2019 | 2020 | 2022 |